# Borek (Kozojedy)
Borek je vesnice a část obce Kozojedy ve východní části okresu Plzeň-sever v Plzeňském kraji. Katastrální území zaujímá 118,01 ha. Ves je součástí Mikroregionu Dolní Střela.

## Název
Název vsí Borek, s přívlastkem i bez přívlastku, je poměrně častý. Ukazuje na místo pokryté borovým lesem, nebo k němu přiléhající.

## Historie
Ves byla založena pány na Krašově, poprvé je připomínána roku 1529, kdy ji od poručníků nezletilého Jetřicha Bezdružického ml. z Kolovrat koupil jako součást krašovského panství Mikuláš Sviták z Landštejna. Před polovinou 16. století byl Borek pustý, po roce 1592 byl na místě Borku zmíněn nový poplužní dvůr a v roce 1631 byl zmíněn také ovčín a mlýn s krčmou.
Roku 1678 prodal Norbert Adolf Miseroni z Lisonu celé krašovské panství včetně dvoru v Borku plaskému klášteru. Opat Ondřej Trojer nechal roku 1681 dvůr zrušit a jeho budovy upravit na chalupy, čímž ves obnovil.

## Přírodní poměry
Borek leží na hranici přírodních parků Rohatiny a Horní Berounka, nedaleko soutoku Kralovického potoka s řekou Střelou, která se jihovýchodně od vsi vlévá do Berounky. V údolí Střely se nachází areál Piplova Mlýna. Ves sousedí s Kozojedy na severovýchodě, na východě – na druhém břehu Berounky – s Liblínem, s Břízskem na jihu a Dolním Hradištěm na západě. Ves se rozkládá na okraji plošiny nad údolím řeky Střely, přibližně devět kilometrů jižně od Kralovic.

## Obyvatelstvo
| Rok            | 1869 | 1880 | 1890 | 1900 | 1910 | 1921 | 1930 | 1950 | 1961 | 1970 | 1980 | 1991 | 2001 | 2011 | 2021 |
| -------------- | ---- | ---- | ---- | ---- | ---- | ---- | ---- | ---- | ---- | ---- | ---- | ---- | ---- | ---- | ---- |
| Počet obyvatel | 79   | 81   | 76   | 83   | 76   | 86   | 66   | 48   | 47   | 36   | 35   | 30   | 34   | 39   | 28   |
| Počet domů     | 13   | 13   | 13   | 13   | 15   | 14   | 14   | 15   | 12   | 11   | 12   | 14   | 14   | 9    | 9    |

## Pamětihodnosti
- Zvonice, nízká čtvercová roubená stavba na kamenné podezdívce s malým portálem posunutým k nároží, krytá stanovou šindelovou střechou pobitou prkny. Nad střechu vystupuje pár trámů s příčnými břevny pro zavěšení zvonku, které jsou kryté opět sedlovou šindelovou stříškou. Současná stavba je kopií původní.[5]
- Venkovská usedlost čp. 5 – zděné přízemní obytné stavení, roubený patrový špýchar na kamenné podezdívce a roubená stodola krytá doškem. Stodola je ukázkou protipožárních předpisů ve druhé polovině 18. století, které přikazovaly stavět stodoly ve větší vzdálenosti od ostatních budov.
- Šestiboká stodola v čp. 4 – neobvyklá polygonální roubená stodola s vysokou valbovou střechou s došky, rekonstruovaná v letech 1989–1990